# GyazMail
GyazMail és un programa de correu electrònic de japonès per a Mac OS X. Orientat als usuaris, combina l'aspecte i sensació (la integració, segons sembla ...) com una aplicació Mail.app (el programari per defecte del Mac OS X) amb la potència de les aplicacions que han demostrat a si mateixos com Eudora, PowerMail o Thunderbird. GyazMail és shareware.
La versió 1.0.1 fou llençada en 2003, i des de la versió 1.5, suporta IMAP GyazMail, tot i ser la millora de l'aplicació, en particular pel que fa a la velocitat. L'absència d'aquesta aplicació és el que ha tingut molts usuaris (més probabilitats d'utilitzar IMAP) per examinar aquest programari. La versió 1.6.3 es va publicar en novembre de 2019.